# Mazurek Point
Mazurek Point är en udde i Antarktis. Den ligger i Sydshetlandsöarna. Argentina, Chile och Storbritannien gör anspråk på området.
Terrängen inåt land är kuperad västerut, men åt nordost är den platt. Havet är nära Mazurek Point åt sydost. Trakten är glest befolkad. Närmaste befolkade plats är Commandante Ferraz Station, 14,9 kilometer väster om Mazurek Point. 